# Do Anything You Say
"Do Anything You Say" é um single do músico britânico David Bowie. Lançado em 1966, apesar de contar com a banda de apoio de Bowie na época, The Buzz, o single foi o primeiro a ser simplesmente creditado a David Bowie. O single não entrou para as paradas musicais.

## Faixas
Faixas compostas por David Bowie.
1. "Do Anything You Say" - 2:32
2. "Good Morning Girl" – 2:14

## Créditos
- Produtor:
  - Tony Hatch
- Músicos:
  - David Bowie: vocal, guitarra
  - John Hutchinson: guitarra
  - Derek Fearnley: baixo
  - John Eager: bateria
  - Derek Boyes: teclado